# Nukleär lokaliseringsignal
Nukleär lokaliseringsignal eller NLS är en speciell aminosyrasekvens hos proteiner som signalerar för kärnimport. En typ av transportproteiner kallade importiner känner igen den specifika sekvensen och medierar sedan transporten genom kärnporerna in till cellkärnan. Olikt andra signalsekvenser klyvs inte NLS bort efter import till kärnan eftersom proteinerna ska kunna återföras till kärnan efter mitosen då kärnmembranet löses upp.
Den första NLS som identifierades var Pro-Lys-Lys-Lys-Arg-Lys-Val.